# Міністр закордонних справ Андорри
Міністр закордонних справ Андорри — міністерський пост в уряді Андорри, глава міністерства закордонних справ, який бере участь у формуванні зовнішньої політики Андорри та представляє інтереси Андорри і її громадян, захищає їхні права на міжнародній арені. Пост міністра закордонних справ з'явився у 1993 році після прийняття Конституції Андорри.

## Міністри закордонних справ Андорри
- Антоні Арменгол — (1993—1994);
- Марк Віла Аміг — (1994);
- Мануель Мас Рібо — (1994—1997);
- Альберт Пінтат Сантоларія — (1997—2001);
- Хулі Міновес Трікель — (2001—2007);
- Мерітхель Матеу-і-Пі — (2007—2009);
- Хав'єр Еспот Міро — (2009—2011);
- Гілберт Сабоя Сунє — (16 травня 2011— 15 липня 2017);
- Марія Убах Фонт — (15 липня 2017 — нині)